# Gorran Haven

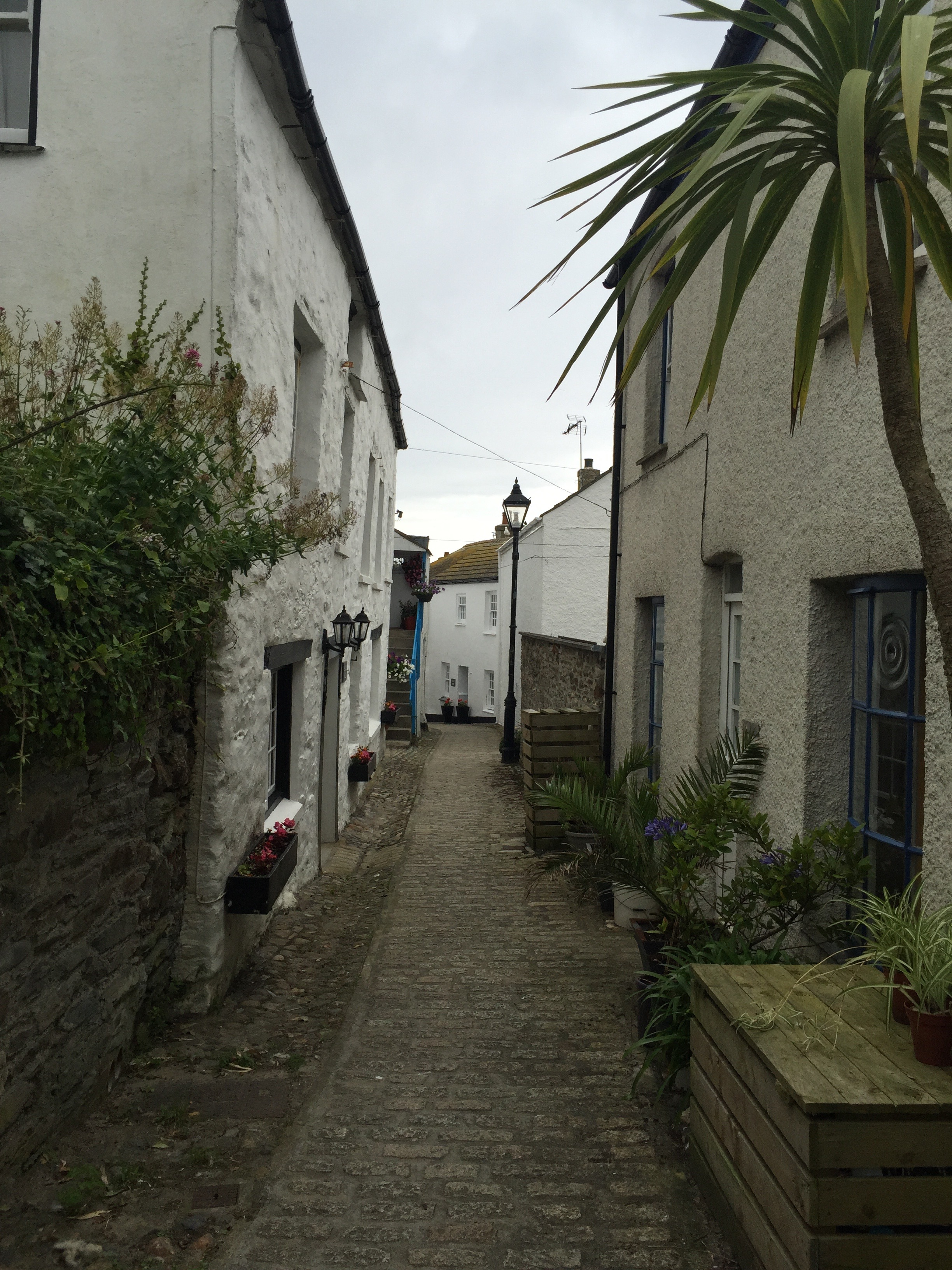
Una via di Gorran Haven

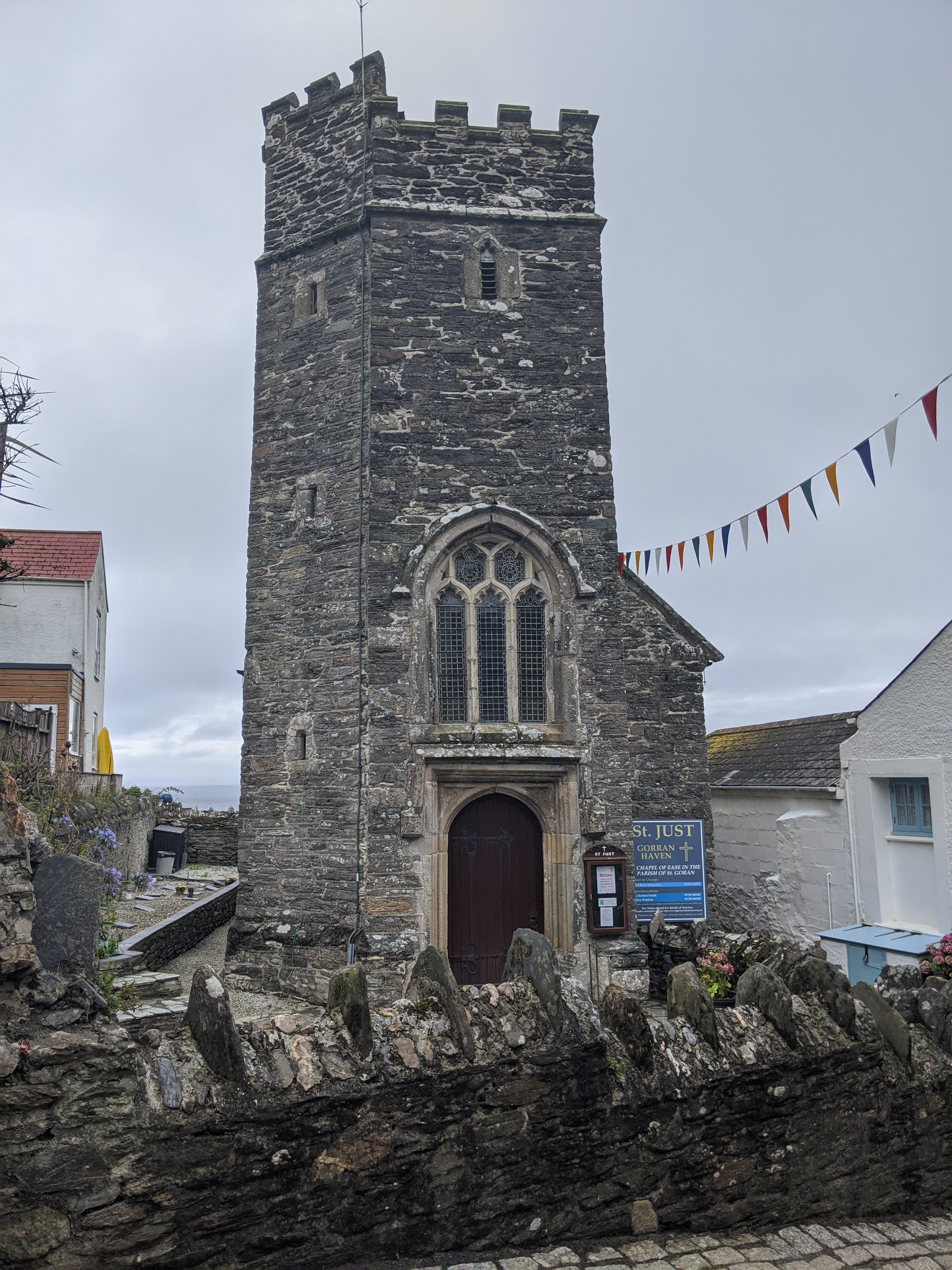
Gorran Haven: la chiesa di San Giusto

Gorran Haven (in lingua cornica: Porthust) è un villaggio di pescatori e località balneare della costa meridionale della Cornovaglia (Inghilterra sud-occidentale), situato nella penisola di Roseland, lungo la cosiddetta "Cornish Riviera".  Con una popolazione di circa 850-900 abitanti è il centro maggiore della parrocchia civile di St Goran, che fino al 2009 faceva parte del distretto di Restormel.

## Geografia fisica
Gorran Haven si trova a sud-ovest di Fowey e St Blazey, a est del promontorio di Dodman Point e a pochi chilometri a sud di Mevagissey e Portmellon. Il villaggio più vicino è Gorran Churchtown, situato a nord/nord-ovest di Gorran Haven.
Il villaggio occupa una superficie di 0,55 km².

## Origini del nome
Il nome in lingua cornica Porthust significa "grotta di San Giusto".

## Storia
Ritrovamenti archeologici dimostrano che l'area è abitata sin dall'Età della pietra.
Storicamente, il villaggio è menzionato nel 1485 come il luogo dove Henry Treworth di Bodruggan fu visto spronare il proprio cavallo.
Tra il XIII e il XVIII secolo, Gorran Haven era uno dei più importanti villaggi della zona per la pesca delle sardine, ruolo in seguito appannaggio di Mevagissey.
Nel 1886 venne realizzato in loco il porto peschereccio, un tempo molto trafficato. Da quel momento venne aggiunto al toponimo il termne "Haven".
Gorran Haven rimase quindi un importante porto peschereccio per la pesca di crostacei fino allo scoppio della seconda guerra mondiale.

## Monumenti e luoghi d'interesse

### Architetture religiose

#### Chiesa di San Giusto
Principale edificio religioso di Gorran Haven è la chiesa dedicata a San Giusto, le cui origini risalgono al XV secolo.

### Architetture civili
A Gorran Haven, si trovano vari cottage di pescatori.

### Aree naturali
Il villaggio è noto per la sua spiaggia, Gorran Haven Beach. Un'altra spiaggia nei dintorni è Vault Beach.

## Società

### Evoluzione demografica
Nel 2019, la popolazione di Gorran Haven era stimata in 862 unità, in maggioranza (436) di sesso femminile.
La popolazione al di sotto dei 18 anni era stimata in 128 unità (di cui 53 erano i bambini al di sotto dei 10 anni), mentre la popolazione dai 65 anni in su era stimata in 383 unità (di cui 122 erano le persone dagli 80 anni in su).
La località ha conosciuto un decremento demografico rispetto al 2011, quando la popolazione censita era pari a 893 unità (dato però in incremento rispetto al 2001, quando la popolazione censita era pari a 853 unità).

## Cultura

### Media
- Alcuni filmati amatoriali del villaggio negli anni cinquanta sono conservati presso il Cinema Museum di Londra [11]
- Nel 2013 la spiaggia di Gorran Haven fu una delle location del film, diretto da Richard Curtis e con protagonisti Rachel McAdams e Domhnall Gleeson, Questione di tempo (About Time)[12][13]